# 왕빈 (기상학자)
왕빈(王斌, 1944년 10월 25일 ~ )은 현재 마노아주 하와이 대학교의 교수로 역임하고 있는 중국의 기상학자이다. 2015년에 칼-구스타프 로스비 연구 메달을 수상했다. 1944년 10월 25일 중국 산둥성 칭다오시에서 태어났다.
260개 이상의 학술지를 통해 자신의 전문 지식과 시야를 공유하였으며 중심이 되는 국제 과학 콘퍼런스들에 참여하였다.
왕의 연구 논문은 28,000번 이상 인용되었다.